# Алтайское подворье
Алтайское подворье — гостинично-туристический комплекс «Газпрома» в Онгудайском районе Республики Алтай. Проект гостиницы был создан итальянскими архитекторами. Комплекс находится в устье реки Урсул при впадении её в Катунь. В комплекс входит мараловодческое хозяйство с огороженными лесными угодьями и фермой для разведения маралов. Объект усиленно охраняется, что дало основания СМИ предполагать, что это место отдыха первых лиц государства По другим сведениям этот комплекс не входит в сеть официальных резиденций высших должностных лиц России.

## История
Решение о строительстве принято в 2009 году. Строительство дороги от села Онгудай на 651-м километре Чуйского тракта и до самого комплекса было начато в 2010 году. Тендер на разработку проектной и строительной документации автомагистрали выиграло новосибирское ОАО «Сибмост». Дорога, на строительство которой из федерального бюджета уже выделено около 1 млрд рублей, будет дорогой общего пользования без каких-либо ограничений.

На официальном сайте правительства Республики Алтай говорится, что 
В республике существует некоторое количество туристических комплексов повышенной комфортности, однако все они размещаются на территориях Майминского, Чемальского, Турачакского района. Туристический комплекс санаторно-курортного типа «Алтайское подворье» ОАО «Газпром» станет первым объектом такого уровня, который расположится в центральной части республики и послужит «раскрутке» мощного туристического потенциала Центрального Алтая. 
 «Газпром» пояснил, что «Алтайское подворье» будет использоваться для корпоративных мероприятий, встреч с деловыми партнерами и приема зарубежных гостей, a 
в районном центре п. Онгудай будет создано Горно-Алтайское линейно-производственное управление магистральных газопроводов.

## Природные условия
Гостинично-туристический комплекс находится в особой природно-климатической зоне. Здесь мягкий климат — плюсовые температуры начинаются в марте, в ноябре ещё тепло и можно позагорать, а зимой практически нет снега.

## Судьба археологических объектов в зоне строительства
В зоне строительства дороги выявлено 50 курганов и могильников, из них 21 вскрыт археологами. Были найдены захоронения людей и лошадей относящиеся к пазырыкской культуре V-III веков до н.э и раннескифскому периоду VII-VI веков до н. э. .

## Галерея

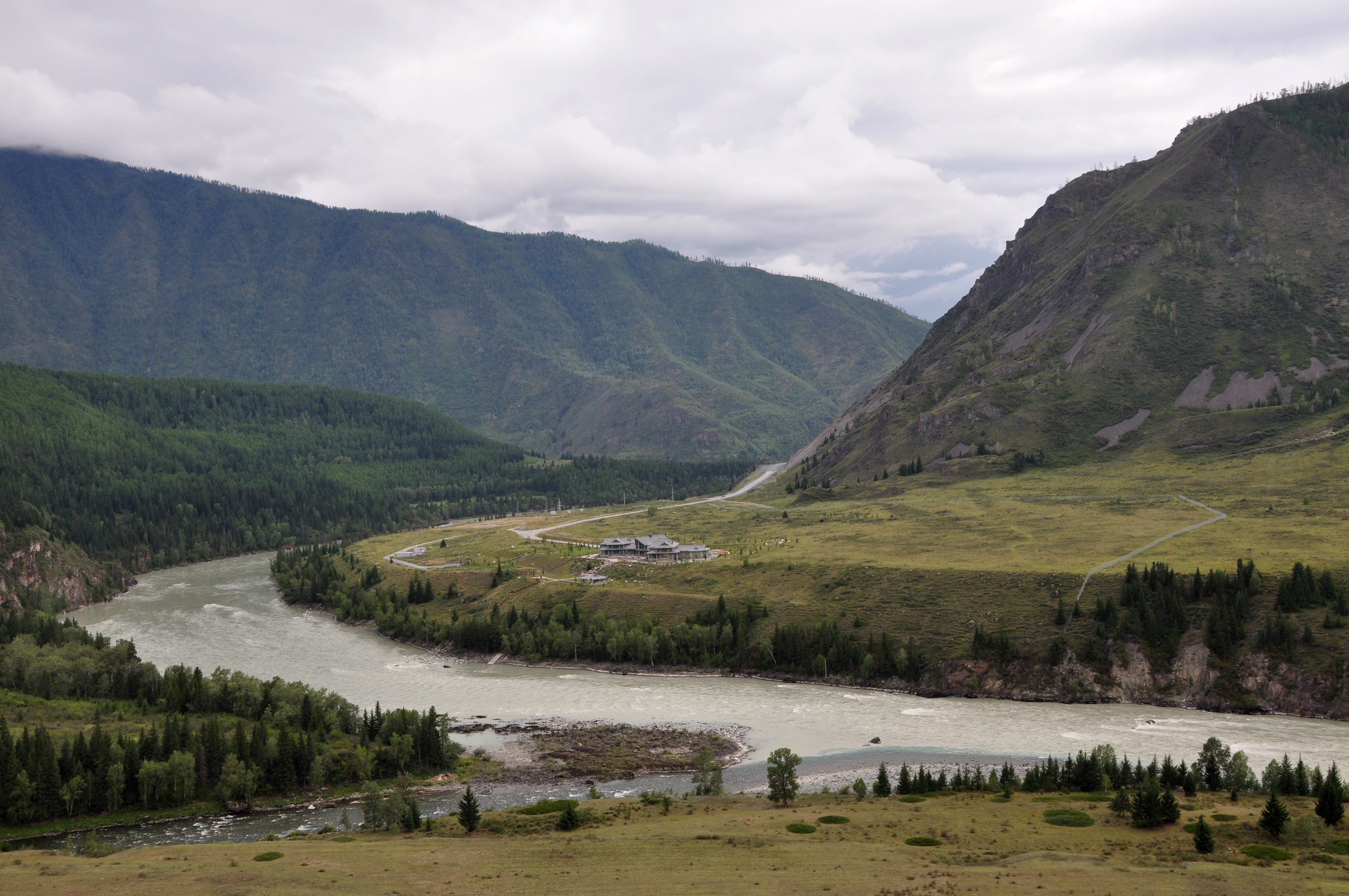
Алтайское подворье (Б. Сумульта впадает в Катунь)
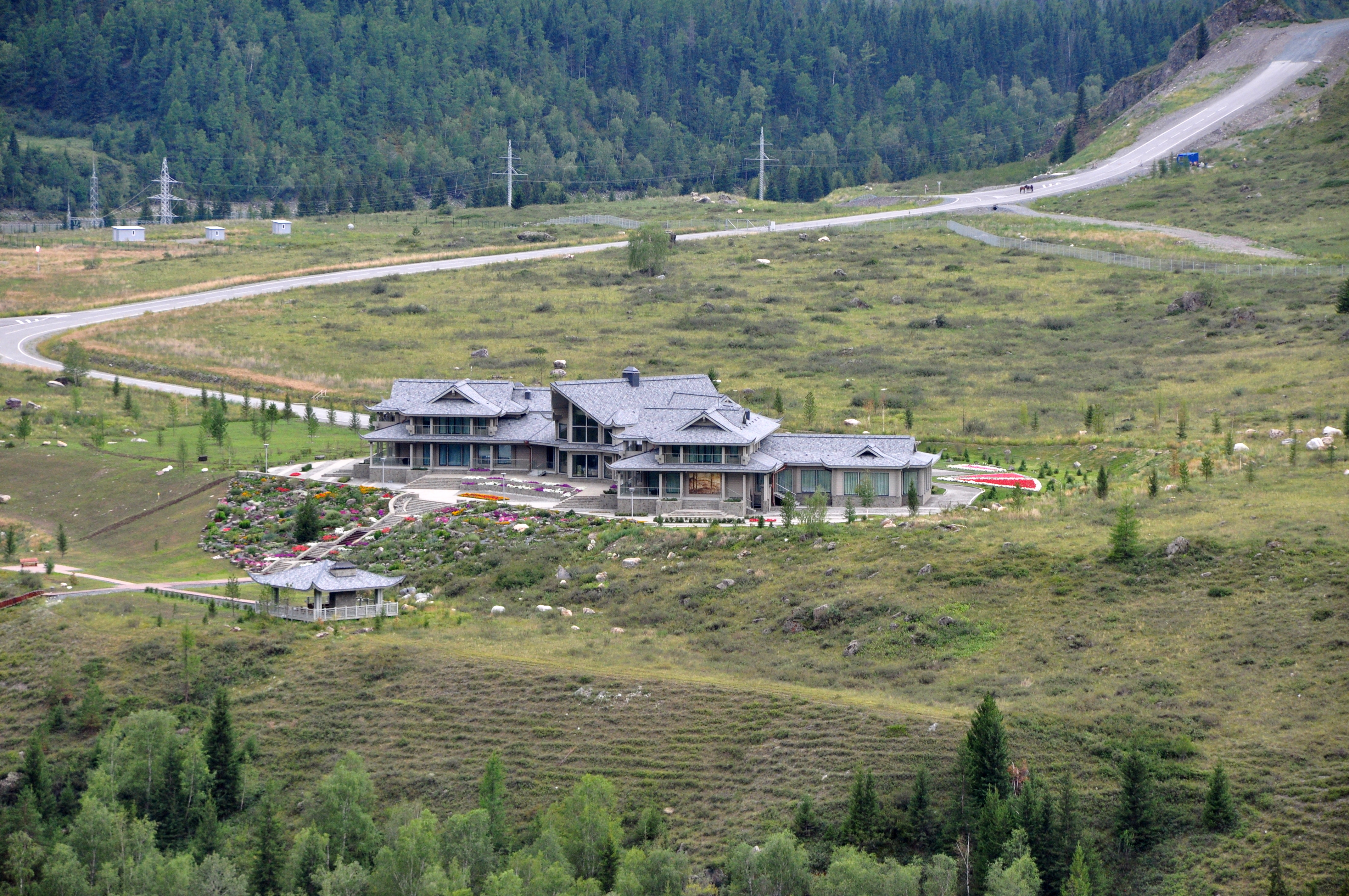
Комплекс Алтайское подворье (2012 год)